# J. Geils
J. Geils, nato John Warren Geils Jr. e anche noto come Jay Geils (New York, 20 febbraio 1946 – Groton, 11 aprile 2017), è stato un chitarrista statunitense.
Dal 1967 al 1985 è stato il chitarrista e leader del gruppo rock The J. Geils Band. La band si è riunita in diverse occasioni: nel 1999, nel 2005, nel 2006 e dal 2009 al 2012.

## Discografia
Con The J. Geils Band

Come Jay Geils
- 1994 - Bluestime (con Magic Dick)
- 1996 - Little Car Blues (con Magic Dick)
- 2005 - Jay Geils Plays Jazz!
- 2006 - Jay Geils, Gerry Beaudoin and the Kings of Strings featuring Aaron Weinstein
- 2009 - Toe Tappin' Jazz

Come New Guitar Summit
- 2004 - New Guitar Summit (con Duke Robillard)
- 2004 - Live at the Stoneham Theatre
- 2007 - Jazzthing II (con Randy Bachman)
- 2008 - Shivers